# Rebecca Mader
Rebecca Leigh Mader (ur. 24 kwietnia 1977 w Cambridge) – brytyjska aktorka telewizyjna i filmowa, modelka.

## Życiorys
Urodziła się w Cambridge w hrabstwie Cambridgeshire. W wieku 16 lat rozpoczęła karierę jako modelka, a później podpisał kontrakt z agencją Ford Modeling Agency. Pojawiła się w reklamie L’Oréal, Colgate-Palmolive, Wella oraz bielizny Barely There (2003) jako Eve, nakręconej przez Richarda Avedona.
Przez siedemnaście odcinków występowała jako Morgan Gordon w operze mydlanej ABC Wszystkie moje dzieci (All My Children, 2003). W przebojowym komediodramacie Davida Frankela Diabeł ubiera się u Prady (The Devil Wears Prada, 2006) z Anne Hathaway, Meryl Streep i Emily Blunt była jedną z pracownic magazynu o modzie „Runway”. Jesienią 2006 zaczęła występować jako rozsądna prawniczka Alden Tuller w serialu  Fox Justice, którego producentem był Jerry Bruckheimer. W styczniu 2008 dołączyła do obsady serialu ABC Zagubieni (Lost) i do roku 2010 grała rolę inteligentnej antropolog Charlotte Lewis.

## Filmografia

### Filmy
- 2003: Mutant 3: Obrońca (Mimic: Sentinel) jako Carmen
- 2003: Replay jako Belinda Brown
- 2004: Samantha i Nellie (Samantha: An American Girl Holiday) jako ciocia Cornelia
- 2005: Hitch: Najlepszy doradca przeciętnego faceta (Hitch) jako Kim
- 2006: Diabeł ubiera się u Prady (The Devil Wears Prada) jako Jocelyn
- 2007: Wielki świat muzyki (Great World of Sound) jako Pam
- 2008: The Rainbow Tribe jako pani Murray
- 2009: Człowiek, który gapił się na kozy (The Men Who Stare at Goats) jako Debora Wilton
- 2009: W kręgu kłamstw (Ring of Deceit) jako Madison Byrne; film telewizyjny
- 2013: Iron Man 3 jako Agentka Mandaryna
- 2014: It's Gawd! jako Holly

### Seriale TV
- 2003: The Guiding Light, jako tajemnicza kobieta Tony’ego
- 2003: Wszystkie moje dzieci (All My Children), jako Morgan Gordon
- 2003: Gliniarze bez odznak (Fastlane), jako Nicole Martin
- 2004: Tylko jedno życie (One Life to Live), jako Margaret Cochran
- 2005: Prawo i bezprawie (Law&Order: Trial by Jury), jako Melanie Ferris
- 2005: Stella, jako piękna dziewczyna
- 2006–2007: Justice, jako Alden Tuller
- 2007: Mr. and Mrs. Smith, jako Jordan
- 2007: Prywatna praktyka (Private Practice), jako Leslie
- 2008–2010: Zagubieni (Lost), jako Charlotte Staples Lewis
- 2014−2018: Dawno, dawno temu jako Zelena „Zła Czarownica z Zachodu” / Kelly West